# 무타라이야르 왕조
무타라이야르 왕조(타밀어: முத்தரையர்)는 600년에서 850년 사이에 탄자부르, 티루치라팔리 및 푸두코타이 지역을 통치한 남인도의 왕조이다.

## 기원
무타라이야르의 기원은 미스터리로 남아 있다. 역사가 TA 고핀나타 라오는 탄자부르의 저명한 8세기 무타라이야르 왕인 수바란 마아란이 그의 비문 중 하나에서 칼라바라칼란(KalavaraKalvan)으로 호칭되는 것을 근거로 무타라이야르를 칼라브라와 동일시한다. 라오와 같은 소수의 역사가들은 이 별명을 읽을 때 칼라바라칼란의 문자 V가 B로 치환시켰으며, 이로 인해 일부 타밀 역사가들은 2세기 경에 오늘날의 마이소르와 카르나타카주로 비정되는 에루마이나두에서 무타라이야르가 타밀라캄의 왕국들을 침공했다고 추정하고 있다. 

## 역사

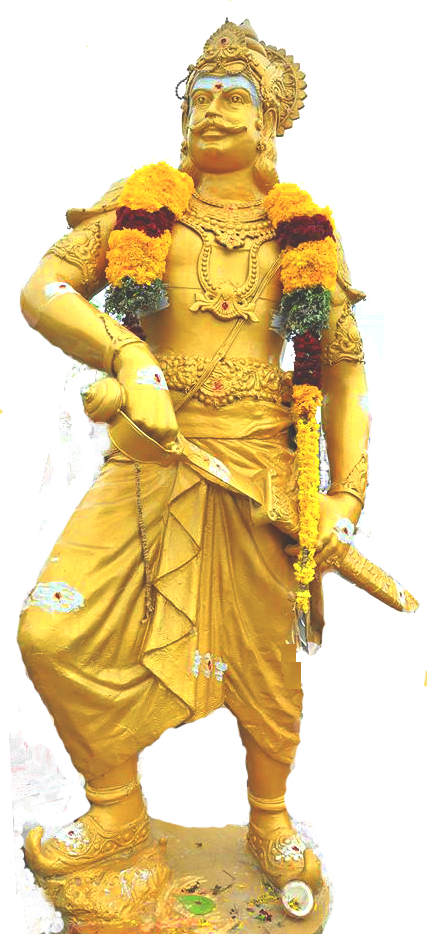
수바란 마아란 무타라이야르

그들은 7세기 경에 타밀라캄의 탄자부르 지역의 영주로서의 지위를 확립한 것으로 보인다. 무타라이야르 왕조의 가장 유명한 왕으로는 쿠바반 마아란으로도 불리는 페룸비두구 무타라이야르와 그의 아들인 마아란 파라메슈와란 및 쿠바반의 아들이자 수바란 마아란이라고도 불리는 페룸비두구 무타라이야르 2세 등이 있다. 서기 8세기경에 건립된 것으로 추정되는 탄자부르 지역 센달라이(Sendalai) 마을의 한 비문에서는 수바란 마아란을 탄자부르의 왕이자 발람의 영주로 언급하고 있다. 스라바나벨라골라의 자이나교 아차리야 비말라찬드라가 톤다이만달람에 위치한 수바란 마아란의 궁정을 방문하여 시바교도 및 불교도에 도전했다고 전해지는 것을 보아 당시 수바란이 톤다이만달람까지 지배한 것으로 추정되고 있다. 센달라이 비문은 수바란 마아란에게 적에 대한 사자라는 뜻의 사트루케사리 및 벨-마아란이라는 칭호를 부여하는 동시에 그의 깃발에 벨-코디얀 또는 랜스가 상징으로 들어가 있다고 언급하고 있다.
7~8세기 동안 그들은 팔라바의 봉신 역할을 수행했지만 때때로 독립을 주장하며 독자적으로 통치하려고 하였다. 칸치푸람에 있는 바이쿤타 페루말 사원의 비문에는 무타라이야르 토후가 후자의 대관식에서 난디바르만 2세 팔라바말라를 접견하였다고 언급하고 있다. 역사가 라오에 따르면, 이 토후는 비문에서 칼라바라 칼란으로 호칭된 페룸비두구 무타라이야르 2세였다. 역사가 마할링감에 따르면 그는 난디바르만 2세의 팔라바 장군인 우다야찬드라와 함께 체라 및 판디아와 최소 12번의 전투를 치렀다고 한다. 850년에 촐라가 부흥했을 때 비자얄라야 촐라는 무타라이야르로부터 탄자부르의 지배권을 빼앗은 후 그들을 촐라의 봉신으로 삼았다.

### 북부 지점
북부 지역에서 텔루구어 최초의 석조 기록으로 여겨지는 칼라말라 비문(575 AD)은 기증자를 촐라 마하라자 다난자야 에리칼 무투라주로 언급하고 있다. 여기서 무투라주는 무투라자와 무타라이야르의 변형이다. 에리칼은 툼쿠르구의 니두갈 지역으로 식별되는 지역이며, 다난자야의 아버지는 카리칼라 촐라의 후손인 난디바르만 촐라이다. 다난자야의 아들은 기록에서 더 저명한 촐라 마하라자로 언급된 마헨드라비크라마였으며 그의 손자는 카리칼라에 의해 카베리 제방의 융기를 기술한 기록인 말레파두 비문을 기증한 에리칼 무투라주 푼야쿠마라였다. 에리칼에게는 순다라난다와 심하비슈누라는 두 형제가 있었다. 9세기 추장(약 850AD) 아디라자 스리칸타는 독립 군주이자 믈라포르의 영주로서 순나라난다의 후손으로 묘사된다. 순다라 촐라의 안빌 판에서 스리칸타 토후는 촐라 제국의 창시자인 비자얄라야 촐라의 직계 전임자로 언급되어 있다는 점이 주목할 만하고 흥미롭지만, 비문에는 비자얄라야 촐라와 스리칸타 사이의 관계가 언급되어 있지 않다.
서기 1243년경 라자라자 3세의 치세에 말란 시반의 가명인 브라마다라야 무타라이얀이라는 장교가 있었는데, 그는 왕령지(arasukuru)의 소유자이자 우라투르나두의 지사였다.

## 종교

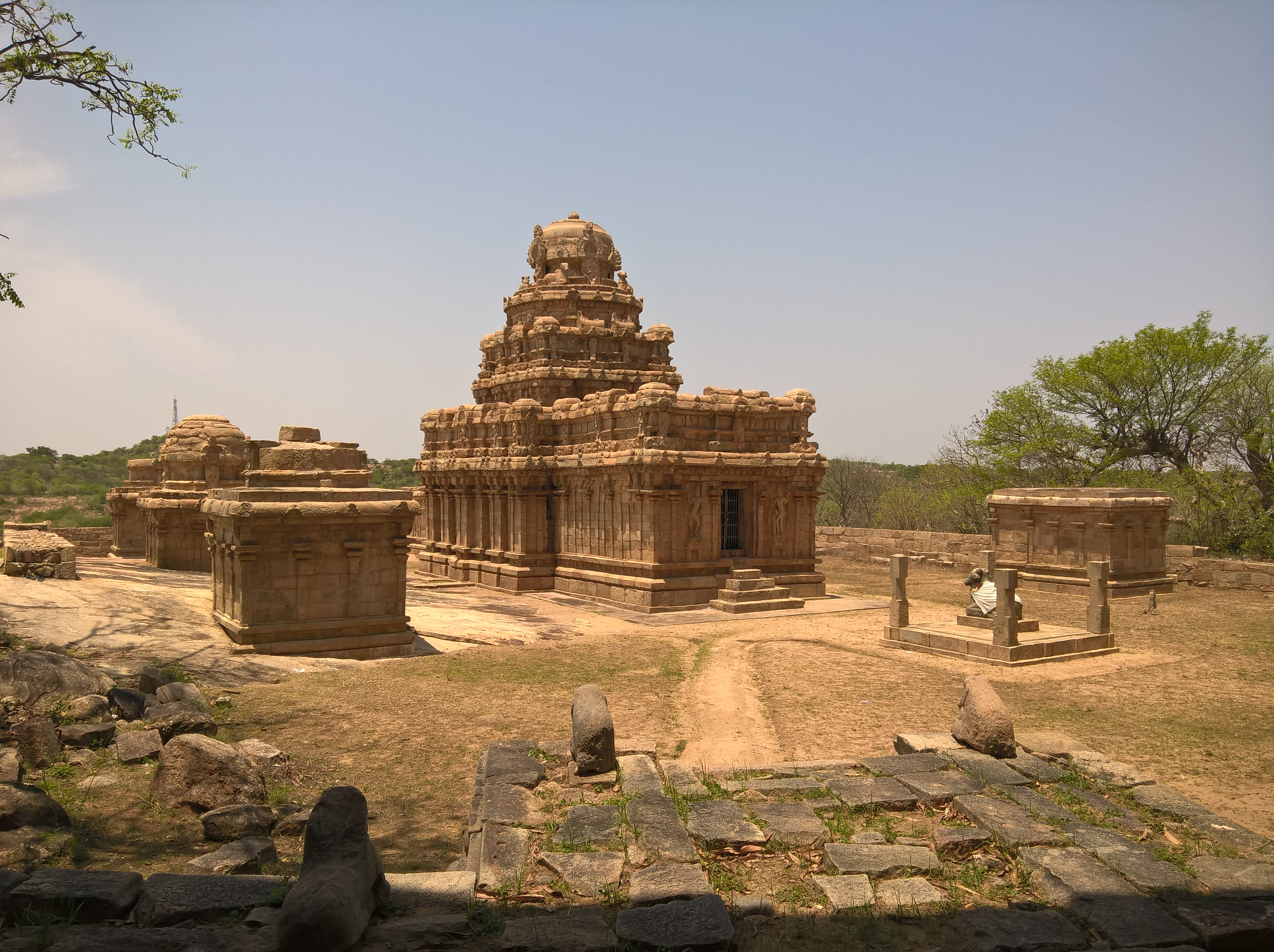
비자얄라야 촐리스와람 전경

아루나찰람(Arunachalam)과 버튼 스타인(Burton Stein)과 같은 역사가들은 무타라이야르가 처음에는 자이나교도였다가 나중에 힌두교로 개종했다는 견해를 견지해 왔다. 나르타말라이에 있는 비자얄라야 촐리스와람은 남인도 타밀나두주의 푸두코타이구에 있는 판차야트 마을로 힌두교 신 시바에게 바쳐진 사원이다. 드라비다 양식과 암석 절단 건축으로 지어진 사원은 9세기 무타라이야르 왕에 의해 지어진 것으로 추정되고 있다. 나르타말라이의 다른 부분에는 8세기 자이나교 석굴이 있다. 또한 다른 두 개의 석굴도 있는데 그 중 한 석굴에는 실물 크기의 비슈누 신상이 12개 있다. 사원은 남인도에서 가장 오래된 석조 사원 중 하나로 간주된다.

## 문학
벨라르 베담(Vellalar Vēdham)으로 종종 언급되는 고대 타밀 문학의 자이나교 작품인 날라티야르의 두 연(200연, 296연)은 페룸비두구 무타라이야르에게 헌정되었다. 그 시에서 그들은 그의 성대한 잔치와 부를 언급한다. 타밀 선집의 일부인 무톨라이람이라는 또 다른 작품은 무투라이야르 토후의 공적을 찬양한다. 현재에는 소실된 또 다른 작품으로 야파룬갈람의 주석에서 언급된 무타라이야르 코바이가 있다.